# 鲁瓦扬地区欧布里沃
鲁瓦扬地区欧布里沃（法語：Auberives-en-Royans，法語發音：[obʁiv ɑ̃ ʁwajɑ̃]）是法国伊泽尔省的一个市镇，位于该省西部偏南，属于格勒诺布尔区。

## 地理
鲁瓦扬地区欧布里沃（45°3'48"N, 5°18'5"E）面积5.07 平方千米，位于法国奥弗涅-罗讷-阿尔卑斯大区伊泽尔省，该省份为法国东南部内陆省份，北起顺时针与安省、萨瓦省、上阿尔卑斯省、德龙省、阿尔代什省、卢瓦尔省和罗讷省。
与鲁瓦扬地区欧布里沃接壤的市镇（或旧市镇、城区）包括：鲁瓦扬地区圣安德烈、圣瑞斯特德克莱、鲁瓦扬地区圣厄拉利、鲁瓦扬地区圣洛朗、鲁瓦扬地区圣托马、蓬唐鲁瓦扬。
鲁瓦扬地区欧布里沃的时区为UTC+01:00、UTC+02:00（夏令时）。

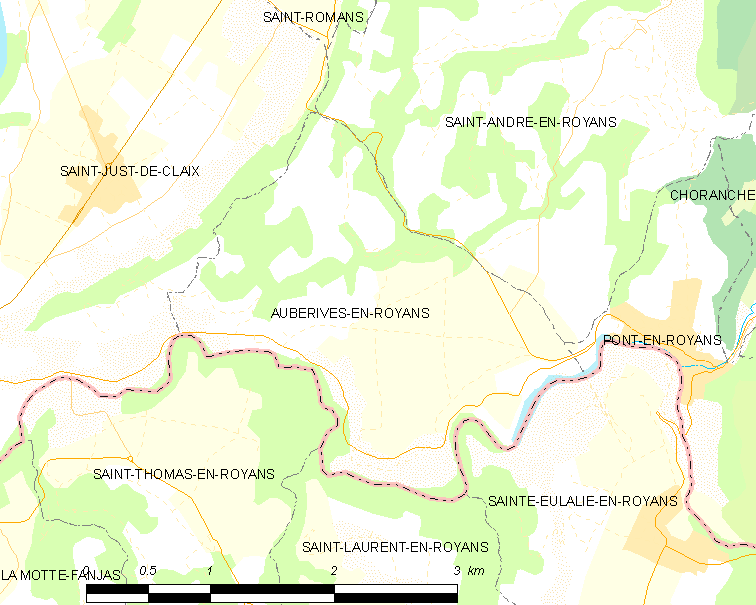
鲁瓦扬地区欧布里沃的OSM定位图

## 行政
鲁瓦扬地区欧布里沃的邮政编码为38680，INSEE市镇编码为38018。

## 政治
鲁瓦扬地区欧布里沃所属的省级选区为南格雷西沃当县。

## 人口

1962-2008年间鲁瓦扬地区欧布里沃人口变化图示

鲁瓦扬地区欧布里沃于2022年1月1日时的人口数量为369人。